# Eobrasiliinae
Los eobrasilinos (Eobrasiliinae) son una subfamilia extinta de marsupiales didelfimorfos de la familia Didelphidae.

## Taxonomía
| Género       | Especie        | Autor                      | Registro fósil |
| ------------ | -------------- | -------------------------- | -------------- |
| Didelphopsis | cabrerai       | Couto, 1952                | (†)            |
| Eobrasilia   | coutoi         | Simpson, 1947              | (†)            |
| Gaylordia    | doelloi        | (Couto, 1952)              | (†)            |
| Gaylordia    | macrocynodonta | (Couto, 1952)              | (†)            |
| Tiulordia    | florensi       | Marshall & de Muizon, 1988 | (†)            |